# Nunzio Gallo
Nunzio Gallo (* 25. März 1928 in Neapel; † 22. Februar 2008 in Telese Terme, Provinz Benevent) war ein italienischer Sänger und Schauspieler.

## Leben und Wirken
Er gewann das Sanremo-Festival 1957 zusammen mit Claudio Villa mit dem Lied Corde della mia chitarra und qualifizierte sich gleichzeitig für den Eurovision Song Contest 1957. Beim ESC in Frankfurt am Main erreichte er mit sieben Punkten den sechsten Platz bei zehn Teilnehmern. Sein Beitrag war mit insgesamt 5 Minuten und 9 Sekunden der längste Titel, der jemals in der Geschichte des Contests vorgestellt wurde.